# Амфибијско возило
Амфибијско возило је посебна врста моторног возила, која може да се креће по земљи и по води. Погон по земљи је обично точковима или гусјеницама, а за кретање по води имају додатне елисе.

## Зачетак
Сматра се да је Италијан Агостино Рамели још 1588. конструисао амфибијско возило, али тек је појава мотора са унутрашњим сагоријевањем омогућила рад на правим возилим тог типа крајем 19. вијека. У Првом свјетском рату октобра 1918. британцима полази за руком да направе успјешан прототип (Марк IX, 27 тона), али због краја рата није израђиван.
- Амфибијски камион .
- Амфибијски оклопни транспортер БТР-60.
- Амфибијски тенк ПТ-76.
- Амфибијски аутомобил "Дрозд" на изложби "Војска-2020".

## Почетни развој
Између Првог и Другог свјетског рата многе земље раде на усавршавању а. Почетком рата само СССР (танкете Т-37 и Т-38 наоружане митраљезом) и Јапан (тенк Камиша, 11 тона, топ 37 mm, два митраљеза) и Качиша (26 тона, топ 47 mm).

## Други свјетски рат
У Другом свјетском рату на даљи развој утичу проблеми уочени приликом форсирања ријека и амфибијских операција. Нијемци 1940. преуређују неке тенкове Панцер 3 у амфибијска возила, додатком цијеви за довод ваздуха и одвод сагорјелих гасова, и заптивањем тенка. У септембру 1940. их имају већ 250, а користе их за форсирање ријеке Буг при нападу на Совјетски Савез 1941. (Операција Барбароса).
Американци развијају низ возила серије LVT и LVTA за искрцавања на многобројна пацифичка острва. Прво возило LVT-1 је ненаоружано гусјенично возило носивости 2.7 тона или 25 војника, употријебљено на Гвадалканалу. Касније верзије имају дебљи оклоп и неколико митраљеза. Модел LVTA-4 има хаубицу 75 mm и кориштен је у борбама за Маријанска острва. Још развијају и изузетно успјели амфибијски камион .
Крајем рата Американци и Британци адаптирају обичне средње тенкове М4 Шерман у амфибије додатком омотача од гумираног платна око тијела тенка, који се скида по изласку из воде.

## Послије Другог свјетског рата
Послије Другог свјетског рата веће армије настављају напоре на развоју амфибијских возила. Врше се покушаји да се сва борбена и неборбена возила оспособе за пријелаз водених препрека. Нарочито се ради на појачању оклопа и могућношћу уласка у оду са што мање припрема.
САД развијају LVTP-5 (транспортер, 31.5 тона, носивост 34 војника или 8 тона терета), LVTH-6 (с хаубицом 105 mm), Superduck (камион, носивост 6.5 тона) Barc (транспортер, носивост 200 војника или 60 тона). Оклопни транспортер М-113 се креће по води специјално профилисаним гусјеницама.
СССР развија оклопне транспортере БТР-50-П, БТР-60-П и БМП са амфибијским особинама. Совјети имају и амфибијски тенк ПТ-76Б (14 тона) с топом 76 mm. За теже тенкове предвиђа се углавном вожња по дну ријеке са посебним цијевима за ваздух или употреба понтонских мостова.